# Thaba-Tseka (stad)
Thaba-Tseka is de hoofdstad (Engels: district town, ook camp town) van het gelijknamige district in Lesotho. Er wonen ongeveer 22.000 inwoners.
Thabe-Tseka kent een belangrijke regionale functie als centrum voor inkopen en hulporganisaties. De plaats heeft een ziekenhuis.

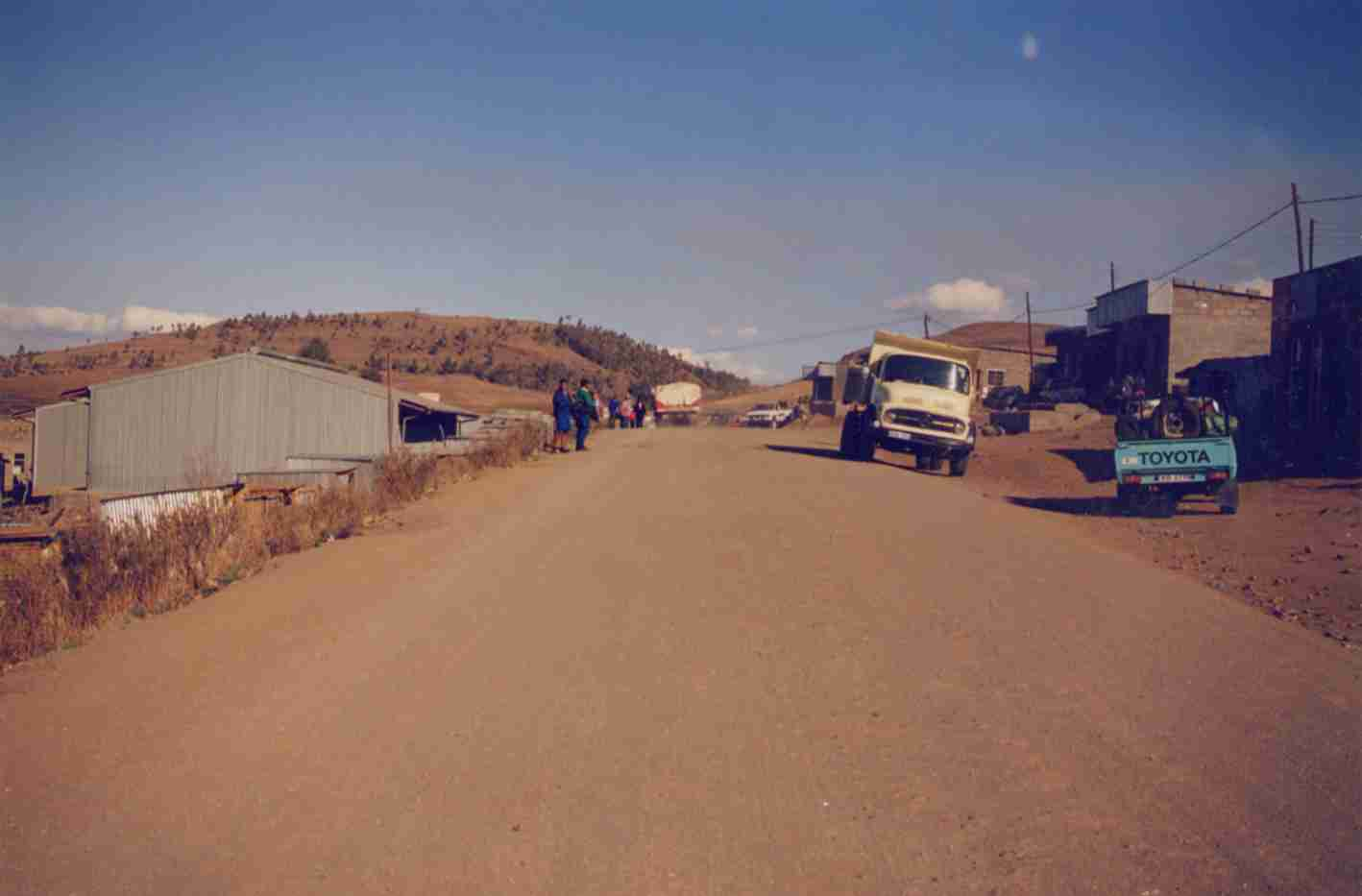
Hoofdstraat van Thaba-Tseka